# I'm an Albatraoz
«I'm an Albatraoz» es una canción realizada por el disc-jockey y productor discográfico sueco AronChupa, a dúo con su hermana Little Sis Nora. La canción ha sido lanzada el 8 de agosto de 2014 y el 26 de abril de 2015 en el Reino Unido.
La canción viene como opción en el videojuego Just Dance 2016. Está cantada en francés y en inglés.

## Rendimiento comercial
"I'm an Albatraoz" fue un éxito en Oceanía y Europa, alcanzando un pico entre los cinco primeros incluyendo: Suecia y Dinamarca (número uno), Australia, Austria y Países Bajos (número dos), Nueva Zelanda (número tres), Bélgica, Alemania, Hungría, Países Bajos  (Dutch Top 40) (número cuatro), Finlandia y Noruega (número cinco). El sencillo fue certificado doble platino por la Australian Recording Industry Association (ARIA), platino por la Recorded Music NZ (RMNZ), platino por la Federazione Industria Musicale Italiana (FIMI), oro por Canadian Recording Industry Association (Music Canada) y doble platino por Swedish Recording Industry Association (GLF).

## Lista de canciones
CD sencillo
1. "I'm an Albatraoz" – 2:48
2. "I'm an Albatraoz" (versión extendida) – 4:28

## Posicionamiento en listas

### Listas semanales
| Lista (2014)                                | Mejor posición |
| ------------------------------------------- | -------------- |
| Alemania (Media Control AG)                 | 4              |
| Australia (ARIA)                            | 2              |
| Austria (Ö3 Austria Top 40)                 | 2              |
| Bélgica (Flandes) (Ultratop 50)             | 6              |
| Bélgica (Valonia) (Ultratop 50)             | 4              |
| Canadá (Canadian Hot 100)                   | 8              |
| Dinamarca (Tracklisten)                     | 1              |
| Eslovaquia (Rádio Top 100)                  | 15             |
| Estados Unidos (Hot Dance Electronic Songs) | 10             |
| Finlandia (OFC)                             | 5              |
| Francia (SNEP)                              | 7              |
| Hungría (Dance Top 40)                      | 2              |
| Hungría (Single Top 40)                     | 3              |
| Irlanda (IRMA)                              | 48             |
| Italia (FIMI)                               | 7              |
| México (Monitor Latino - Anglo)             | 7              |
| Países Bajos (Dutch Top 40)                 | 4              |
| Países Bajos (Mega Single Top 100)          | 2              |
| Nueva Zelanda (Recorded Music NZ)           | 3              |
| Noruega (VG-lista)                          | 5              |
| Polonia (Polish Airplay Top 100)            | 15             |
| España (Top 100 Canciones)                  | 1              |
| Suecia (Sverigetopplistan)                  | 1              |
| Suiza (Schweizer Hitparade)                 | 6              |
| Reino Unido (UK Singles Chart)              | 25             |

### Listas anuales
| Lista (2014)                    | Mejor posición |
| ------------------------------- | -------------- |
| Australia (ARIA)                | 82             |
| Alemania (Media Control Charts) | 82             |